# Burgruine Sommerau
Die Burgruine Sommerau, auch Schloss Sommerau genannt, ist die Ruine einer Spornburg auf einem Felsrücken über der Ruwer bei etwa 322 Meter über NHN oberhalb der Gemeinde Sommerau im Landkreis Trier-Saarburg in Rheinland-Pfalz.

## Geschichte
Die Burg wurde im 13. Jahrhundert von dem Trierer Rittergeschlecht „von der Brücke“ erbaut und 1303 erstmals urkundlich erwähnt, als der Trierer Schöffe Johann Walram, der aus dem Rittergeschlecht „von der Brücke“ hervorgegangen war, dem Erzbischof von Trier die Burg zu Lehen auftrug. Später wurde die Burg dem luxemburgischen Rittergeschlecht „von der Fels“ als kurtrierisches Lehen übertragen. Um 1440 übertrug Margaretha von der Fels die Hälfte der Burg, inzwischen auch als Schloss bezeichnet, ihrem Gatten Dame von Werde, die andere Hälfte kam vermutlich an ihren Bruder Georg von der Fels. 1541 wurden die Brüder Georg und Arnold von der Fels mit dem Schloss belehnt. 1575 wurde die Burg durch luxemburgische Soldaten geplündert und beschädigt, was jahrelange Wiedergutmachungsverhandlungen nach sich zog. Auch der Dreißigjährige Krieg hinterließ seine zerstörerischen Spuren an der Burg.
Anfang des 19. Jahrhunderts war die Burg bereits verfallen und ging 1853 in Staatsbesitz über, um sie vor weiterem Verfall zu schützen. 1902 wurde die Ruine an einen privaten Eigentümer verkauft, mit der grundbuchlich eingetragenen Verpflichtung der Instandhaltung und der Untrennbarkeit von den zugehörigen Ländereien. In den Jahren 1979 und 1980 fand eine grundlegende Sanierung der Burgruine statt.

## Anlage
Die Burg wurde auf einem circa 45 Meter langen Felssporn erbaut, der auf drei Seiten von der Ruwer umflossen wurde. Im Westen der 40 × 10 Meter großen Burganlage befinden sich die bis zu 10 Meter hohen Reste des Palas oder Wohnhauses und im Osten die Reste des viereckigen etwa 16 Meter hohen Bergfrieds über einem gewölbten Keller, der mit vier Geschossen auch als Wohnturm diente, erreichbar über einen ansteigenden hölzernen Wehrgang bis zu einer etwa in drei Meter Höhe liegenden Tür.
Im Süden des vierten Obergeschosses befindet sich eine große rechteckige Tür mit Aborterker, dessen Mauerwerk auf Konsolen aus rotem Sandstein gestellt ist. Der Wohnbau zeigt von innen erkennbar drei volle Geschosse und noch ein halbes viertes mit dem aufsteigenden Rest eines Kamins, der im zweiten Geschoss beginnt. Von der Ringmauer, die den Wehrgang trug, ist das Mauerwerk nur in Resten erhalten, die übrigen Quermauern liegen im Boden.
Eine Besonderheit ist es, dass der Fels des Bergsporns an seiner schmalsten Stelle durchbrochen wurde, um mit dem Wasser der Ruwer eine Mühle zu betreiben. Dort befindet sich der Sommerauer Wasserfall.